# Forcola di Mont Rest
Forcola di Mont Rest (auch Passo Rest genannt) ist ein 1052 m hoher Straßenpass in Norditalien.

## Lage und Verlauf
Er liegt  in den  Karnischen Voralpen in der Region Friaul-Julisch Venetien im Nordosten von Italien. Der Pass verbindet das Tagliamentotal von Ampezzo mit der Venezianischen Tiefebene im Süden. Einzige Orte an der Strecke sind Tramonti di Sopra und Tramonti di Sotto. Erster Ort südlich des Passes ist  Meduno. Die Straße führt dann weiter nach Spilimbergo.  Über den Pass führt die SR 552.

## Landschaft
Die Strecke führt durch relativ unberührte Natur mit ausgedehnten Wäldern und seltenen Tieren.
Die Vegetation ist typisch für diese Höhe eine Mittelgebirgslandschaft mit einigen Laubwäldern und wenigen Nadelwäldern.

## Bedeutung und Nutzung
Der Pass hat relativ wenig wirtschaftliche Bedeutung, stellt aber für den Tourismus und der Forstwirtschaft eine wichtige Verbindung da.